# Menesia octoguttata
Menesia octoguttata är en skalbaggsart som beskrevs av Stefan von Breuning 1954. Menesia octoguttata ingår i släktet Menesia och familjen långhorningar. Inga underarter finns listade i Catalogue of Life.